# Liste des sites Ramsar en Syrie
Cet article recense les zones humides de Syrie concernées par la convention de Ramsar.

## Statistiques
La convention de Ramsar est entrée en vigueur en Syrie le 5 juillet 1998.
En janvier 2020, le pays compte 1 site Ramsar, couvrant une superficie de 100 km2.

## Liste
| Site                            | Gouvernorat | Notes | Date        | Superficie (km²) | Altitude (m) | Identifiant Ramsar | Identifiant WDPA | Coordonnées                       | Photo |
| ------------------------------- | ----------- | ----- | ----------- | ---------------- | ------------ | ------------------ | ---------------- | --------------------------------- | ----- |
| Réserve naturelle du lac Jabbūl | Alep        |       | 5 mars 1998 | 100,00           | 307          | 935                | 166753           | 36° 04′ 01″ nord, 37° 30′ 00″ est |       |